# Jean Fréville
Jean Fréville, nom de plume d'Eugène Schkaff, né le 25 mai 1895 à Kharkov (Empire russe) et mort le 23 juin 1971 à Paris, est un journaliste et écrivain marxiste français.

## Biographie
Eugène Schkaff est né le 25 mai 1895 dans une famille bourgeoise russe de Marcus Davidovitch Schkaff, financier et homme d'affaires, et de Rimma Traktirov. Il émigre vers la en France en 1903 avec ses parents. Il  fait ses études au lycée Janson-de-Sailly, puis suit des cours de droit et de philosophie à l'École libre des sciences politiques. Titulaire de deux doctorats en droit, il s’inscrit au barreau de Paris en 1925, année où il obtient la naturalisation française. 
En 1927, il se rend à Moscou pour les célébrations du 10e anniversaire de la Révolution d'Octobre. Il y rencontre Maurice Thorez et à son retour à Paris, il adhère au Parti communiste. En 1928, il entre au cabinet d'avocat d'Anatole de Monzie.
Eugène Schkaff se marie le 1er octobre 1929 avec la danseuse Liba Lipska à Paris,.
En 1931, il devient chroniqueur littéraire à l'Humanité sous le pseudonyme de Jean Fréville et fait connaître les écrits de Marx, Engels, Lénine, Plékhanov sur l’art et la littérature.
Il participe à la création de l’Association des écrivains et artistes révolutionnaires (AEAR) à laquelle il adhère en mars 1932. Il écrit dans Commune, la revue culturelle de l'Association.
Proche collaborateur de Maurice Thorez, il écrit la biographie de celui-ci à sa demande en 1937 dans Fils de Peuple, à partir d'entretiens informels. Il est mobilisé en mars 1940 et, après sa démobilisation en juillet à Nice, il prête son concours au journal clandestin des intellectuels résistants, Pensée et action.
Après la guerre, il est chef-adjoint du cabinet de Thorez devenu ministre. Après l'éviction des ministres communistes en mai 1947, il continue d'être un collaborateur proche mais discret de Maurice Thorez. C'est notamment lui qui fait de nombreux allers-retours en URSS pour rencontrer Thorez malade.
Jean Fréville reste membre du PCF jusqu'à la fin de sa vie. Il fait partie du comité de rédaction de La Nouvelle Critique en 1948 et a été l'un des présidents de l’Institut Maurice Thorez.
Fréville a traduit en français les écrits des grands penseurs du marxisme sur l’esthétique : Les Grands textes du marxisme sur la littérature et l'art (1937), L'art et la vie sociale. Plékhanov et les problèmes de l'art (1949). Il a écrit sur la place des femmes dans la société communiste (La Femme et le communisme, 1950 ; Une grande figure de la Révolution russe : Inessa Armand, 1957).
Son premier roman, Pain de brique (1937), décrit une grève de juin 1936 dans une usine de petite métallurgie à Bagnolet menée par un ouvrier polonais qui est finalement expulsé. Il remporte le prix de La Renaissance en 1938. Son deuxième roman, Port-Famine (1939), s'attache à la condition des marins, les deux romans étant conçus selon les critères du réalisme socialiste. Son recueil de nouvelles intitulé Les collabos (1946) et son roman Plein vent (1950) décrivent avec beaucoup de réalisme la vie et les difficultés de réinsertion des résistants dans l'immédiat après-guerre. Il est aussi l'auteur d'écrits historiques, comme Avec Maurice Thorez (1950), La Nuit finit à Tours (1950, récit du Congrès de Tours et des événements qui mènent à la scission d’avec la SFIO), ainsi que de biographies : Henri Barbusse (1946), Zola, semeur d'orages (1952), Lénine à Paris (1968).
Il meurt à Paris le 23 juin 1971. Le secrétariat du comité central du parti communiste français lui rendra hommage après sa mort.

## Publications
Les œuvres de Fréville par genre

### Le marxisme et la littérature
- 1936 : Marx et Engels sur la littérature et l’art
- 1936 : Paul Lafargue : Critiques Littéraires
- 1937 : Lénine, Staline : Sur la littérature et l’art
- 1950 : L’art et la vie sociale (étude sur Plekhanov)
- 1954 : Marx et Engels sur la littérature et l’art (introduction de Thorez)
- 1957 : Lénine sur la littérature et l’art

### Biographies
- 1946 : Henri Barbusse (avec Jacques Duclos)
- 1950 : Avec Maurice Thorez, Paris, Éditions sociales, 93 p. (BNF 35543015).
- 1952 : Zola, semeur d’orages, Paris, Éditions sociales, 165 p..
- 1957 : Une grande figure de la Révolution russe : Inessa Armand, Paris, Éditions sociales, 191 p. (BNF 32129921).
- 1968 : Lénine à Paris, Paris, Éditions sociales, 248 p. (BNF 33016447)[6].

### La question des femmes
- 1938 : Marx ; Engels, Lénine : sur la famille
- 1950 : La femme et le communisme (introduction de Jeannette Vermeersch)

### La naissance du PCF
- 1951 : La nuit finit à Tours : Naissance du Parti communiste français, Paris, Editions sociales, 160 p. (BNF 36254343) - nouvelle édition : édition du cinquantenaire 1970
- 1960 : Né du feu : de la faillite de la IIe Internationale au Congrès de Tours, Paris, Editions sociales, 215 p. (BNF 33016448)

### Essais politiques et philosophiques
- 1947 : Lénine et la liberté
- 1948 : Les Briseurs de chaînes
- 1956 : L’épouvantail malthusien

### Romans, poèmes et nouvelles
- 1937 : Pain de brique (roman), Paris, Ernest Flammarion, 249 p. (BNF 32129926) - prix de La Renaissance 1938[7]. Édition définitive 1956.
- 1939 : Port-Famine (roman), Paris, Flammarion, 261 p. (BNF 32129929).
- 1945 : A la gueule des loups (poèmes), Paris, P. Seghers, 95 p. (BNF 32129916)
- 1946 : Les Collabos (nouvelles), Paris, Flammarion, 237 p. (BNF 32129918).
- 1950 : Plein vent (nouvelles), Paris, Flammarion, 275 p. (BNF 32129928).
- 1969 : Sans un : Les Hommes des fardeaux (roman), Paris, les Éditeurs français réunis, 323 p. (BNF 33016446).